# 卡萨泰诺沃
卡萨泰诺沃（義大利語：Casatenovo），是意大利莱科省的一个市镇。总面积12.7平方公里，人口12623人，人口密度993.9人/平方公里（2009年）。国家统计（ISTAT）代码为097016。